# Charmz
A banda australiana Charmz foi criada pela Mattel para o filme Barbie Diaries (Diário da Barbie).

## História
Idealizado por Ricki-Lee, um concurso foi criado para selecionar as cantoras da banda Charmz, meninas entre as idades de 8-14 poderiam participar de uma audição respondendo a três perguntas: Quem você é, porque você gostaria de estar em Charmz e o que você pensa de Diário da Barbie. Quatro meninas: Paris, Gianna, Shannon e Lauren, foram anunciadas como as vencedoras no SARVO Live, Nickelodeon. Estas quatro meninas tiveram 15 meses de diversão absoluta! Gravando e lançando um single, 'This is me', e um primeiro álbum auto-intitulado, foram indicadas ao 'Australian Nickelodeon Kids Choice Awards 2006'. Fizeram vários shows em shopping centers e festivais australianos. As meninas receberam muitos prêmios e foram patrocinadas por muitas companhias bem sucedidas. A banda terminou em 2007.